# Ресторан Крчма Гај
Ресторан Крчма Гај je мали породични ресторан на Златибору, у насељу Гајеви, испод споменика на Шуматовом брду. Отворен је од 2000. године и у власништву је породице Жиловић.

## О ресторану
Од оснивања до данас у ресторану се служе традиционална домаћа српска јела која су припремана од намирница из сопствене производње.
Ресторан има отворену и устакљену терасу и са њих се виде околна брда, пашњаци и врх Торник. У дворишту ресторана налази се дечје игралиште као и велики паркинг за аутомобиле.

## Апартмански смештај
У склопу Крчме Гај налази се комфоран смештај за госте. На располагању је неколико двокреветних и трокреветних апартмана.

## Угоститељска понуда
На јеловнику Крчме Гај увек се могу наћи специјалитети традиционалне хране златиборског округа. У ресторану постоји могућност спремаја и јела по поруџбини.
На менију су попара са сиром и кајмаком, комплет лепиња, качамак са кајмаком и сиром, качамак са слатким млеком, лопта од качамака и коприве, пита зељаница, златиборски кајмак, сир и кисело млеко, говеђа пршута, суџук – златиборска кобасица, домаћи чварци, златиборска сланиница, чобанска закуска, златиборски димљени батак, димљена крилца, свадбарски купус; неколико врста салата; посластице као што су пита са аронијом, ораснице, уштипци са аронијом и многи други. Од пића на менију су ракија са малином, ракија са вишњом, горки ликер "Златиборски врх", домаће вино и др;  безалкохолна пића као и остали напитци од којих се могу издвојити чај "Господар планине" са медом, кувана ракија и кувано вино.